# Jüdischer Friedhof (Gifhorn)
Der Jüdische Friedhof Gifhorn befindet sich in Gifhorn, der Kreisstadt des gleichnamigen Landkreises in Niedersachsen. Als jüdischer Friedhof ist er ein Baudenkmal (siehe Liste der Baudenkmale in Gifhorn (Einzelbaudenkmale – ID-Nr. 34331202)). Auf dem 1114 m² großen Friedhof an der Lutherstraße, der in der Obhut des Landesverbandes der Jüdischen Gemeinden von Niedersachsen steht, sind 32 Grabsteine erhalten.